# Izba Zgromadzenia Australii Południowej
Izba Zgromadzenia Australii Południowej (South Australian House of Assembly) – izba niższa parlamentu stanowego Australii Południowej. Składa się z 47 deputowanych wybieranych na czteroletnią kadencję. Wybory przeprowadzane są z zastosowaniem jednomandatowych okręgów wyborczych i ordynacji preferencyjnej. Podobnie jak w innych wyborach w Australii, głosowanie jest obowiązkowe dla wszystkich obywateli powyżej 18. roku życia, zaś nieusprawiedliwiona absencja wyborcza karana jest grzywną. Lider największej frakcji w Izbie obejmuje automatycznie funkcję premiera Australii Południowej.
Izba powstała w 1857 roku, gdy Australia Południowa – wówczas jeszcze kolonia brytyjska – uzyskała autonomię. W 1894 kolonia jako pierwsza na świecie przyznała kobietom czynne i bierne prawo wyborcze (rok wcześniej uzyskały one prawo wyborcze w Nowej Zelandii, ale tylko czynne).